# Кібі но Макібі
Кібі но Макібі (695 — 3 листопада 775) — середньовічний японський державний і військовий діяч, дипломат, вчений, поет періоду Нара. відомий під прізвиськом Кібі Дайдзін (Міністр Кібі).

## Життєпис
Походив з провінційного знатного роду Сімоцуміті, гілки клану Кібі. Син Сімоцуміті но Кунікацу. Народився 695 року. 716 року разом з посольством на чолі із Абе но Накамаро вирушив до Китаю, де панувала тоді династія Тан. Макібі навчався у тамтешній столиці Чан'ань протягом 17 років. Тут вивчав державну організацію, релігійну систему та традиції населення.
735 року надано старший шостий ранг і призначено заступником Дайгаку (Вищої школи чиновників). 736 року очолив двір імператриці. 737 року отримав молодший п'ятий ранг. 740 року стає одним з головних радників Татібана но Морое, фактичного очільника дайдзьокана (Вищої державної ради). Тоді отримує старший п'ятий ранг. Внаслідок цього разом з ченцем Гембо стає об'єктом критики Фудзівара но Хіроцугу, що того ж року повстав на Кюсю. 741 року призначається вихователем спадкоємця трону. Вже 743 року стає власником молодшого четвертого рангу й очільником управління палацу спадкоємця трону.
750 року керував провінціями Тікудзен і Хідзен. 751 року отримує старший четвертий ранг і знову вирушає до Китаю як однин із заступників очільника посольства Фудзівара но Кійокави. Повернувся до Японії 753 року. 754 року стає помічником голови Дадзайфу.
764 року очолював реконструкцію монастиря Тодай. Того ж року підтримав імператрицю Кокен проти Фудзівара но Накамаро. Невдовзі Кібі призначено очолити військо для придушення заколоту останнього, з чим Кібі но Макібі впорався. За це йому надано молодший третій ранг і відзнаку (на кшталт ордена) 2 ступеню. 765 року стає старшим державним радником. 766 року призначено Правим міністром. Також надано молодший другий ранг, а 769 року — старший другий ранг.
770 року після смерті імператриці Кокен виступив проти претендента на трон принца Сіракабе, що став імператором Конін. 771 року вимушений був піти у відставку (за іншими відомості Кіб було звільнено). До самої смерті 775 року займався наукою й літературою.

## Діяльність
Йому належить заслуга поширення в Японії багатьох досягнень китайської науки, мистецтва і прикладних ремесел того часу. Життя та діяльність Кібі но Макібі овіяно численними легендами. Кібі іноді приписували винахід катакани, фонетичної складової абетки кана. також приписуються привезення з Китаю гри го, лютні біви, мистецтва вишивання шовкових тканин. Але це достеменно не доведено.